# Brassinosteroides
Os brassinosteróides (BR'S) são hormônios que têm distribuição ampla no reino vegetal, sendo encontrados em algas, gimnospermas e angiospermas. Eles podem ser localizados em várias regiões da planta como, por exemplo, nos botões florais, grãos de pólen, folhas, sementes, frutos, caules e gemas, porém não nas raízes. São esteróides poliidroxilados que regulam o crescimento e desenvolvimento de vegetais, regulam desde a divisão e alongamento celulares em caules e raízes à fotomorfogênese, desenvolvimento reprodutivo, senescência foliar e respostas a estresses. 
Sua biossíntese se inicia a partir de um esteróide vegetal (campesterol), que é reduzido e depois oxidado, formando inúmeros tipos de brassinosteróides, que se diferenciam por terem diferentes números de carbonos em sua estrutura. 
Os brassinosteróides têm função de promover o crescimento do caule. Plantas que não produzem estes hormônios apresentam tamanho reduzido, enquanto a aplicação destas substâncias resulta no aumento do tamanho das células, e consequentemente no alongamento do caule. Outras funções dos brassinosteróides envolvem o crescimento do tubo polínico, promovem a diferenciação do xilema, inibição do floema e a germinação de sementes.
Quando é feito o tratamento com brassinosteróides nas raízes em mutantes BR'S deficientes, o resultado depende da sua concentração. Quando em baixa concentração, o hormônio estimula o crescimento e desenvolvimento da raiz, e quando em alta concentração, inibe ambas as atividades. 
A biossíntese e a ação desta classe de hormônios pode ser regulada pela luz, alterando a resposta das células a esta substância.
Auxinas (AIA) e Brassinosteróides (BR'S) parecem aumentar o crescimento dos tecidos da parte aérea de maneira sinérgica e interdependente, indicando que cada hormônio necessita da presença do outro para a atividade ótima. 
Os níveis de BRs ativos são regulados a nível de expressão das enzimas a compor suas vias metabólicas e por diversos processos, os quais inativam o BL, composto final da rota de biossíntese de BRs. Os múltiplos mecanismos de controle incluem o catabolismo, conjugação e retroalimentação negativa a partir da rota de sinalização. A homeostase de BR é também controlada pela taxa limitante da etapa na rota biossintética de Bl. Se uma enzima possui uma taxa limitante, níveis significativos de seu substrato seriam acumulados em relação ao seu produto imediato. A superexpressão de algumas destas enzimas resulta no crescimento vegetativo da planta. 
Como hormônio de crescimento, os BRs apresentam grande potencial para aplicação agrícola, no sentido de aumento de produtividade de plantas cultivadas. Ensaios em larga escala estão sendo atualmente conduzidos no Japão, China, Coréia e Rússia. Os resultados desses experimentos têm sido altamente variáveis e parecem refletir o grau de estresse sob o qual as plantas foram cultivadas. A aplicação de BR apresenta pouco efeito em uma cultura cultivada sob condições ótimas. Contudo, em uma cultura sob condições de estresse, a aplicação de BR apresenta efeitos drásticos na produtividade. Assim, a aplicação de BR possui maiores benefícios sob condições de estresse.
Algumas das características da estrutura de BRs (Figura 1) são fundamentais a sua atividade hormonal , como a presença da função cis-vicinal glicol no C-2 e C-e do anel apresenta relevância: a ausência de um único grupo hidroxila em um dos C-2 ou C-3, ou ainda alguma alteração de sua configuração, resulta em uma significante perda de função; a presença dos sete elementos do anel B da lactona: embora limitadas modificações no anel B não eliminem a atividade (exemplo: castasterona), a atividade é significativamente reduzida; presença de grupos hidroxila na cadeia lateral do esteróide, no C-22 e C-23: a orientação α do C-22, C-23 e C-24 confere maior atividade que a correspondente orientação β.